# Cry (альбом Cigarettes After Sex)
Cry — второй студийный альбом американской эмбиент-группы Cigarettes After Sex, вышедший 25 октября 2019 года на лейбле Partisan Records. Продюсером был Greg Gonzalez. Выходу альбома предшествовал релиз сингла «Heavenly».

## Об альбоме
Фронтмен Грег Гонзалес сказал: «Мы сделали [Cry], чтобы просто запечатлеть момент, запечатлеть ощущение чего-то. И он несовершенен, но тот факт, что он несовершенен, означает, что это честное изображение. И это то, что для меня в нем идеально». Гонсалес также отметил, что рассматривает альбом как «фильм», поскольку он «снимался в потрясающем, экзотическом месте на Майорке, и в нем все эти различные персонажи и сцены сшиты вместе, но в конечном итоге он действительно о романтике, красоте и сексуальности».
Рассказывая о стиле группы, Гонсалес сказал, что после пережитых сердечных страданий музыка, которая ему нужна, была «очень нежной» и «очень спокойной, потому что внутренне я переживал такие потрясения. Музыка, которую я делаю, стала реакцией на жизнь, которая произошла».

## Отзывы
| Совокупная оценка | Совокупная оценка |
| Источник          | Оценка            |
| ----------------- | ----------------- |
| Metacritic        | 68/100            |
| Оценки критиков   |                   |
| Источник          | Оценка            |
| AllMusic          | [ 3 ]             |
| Clash             | [ 7 ]             |
| Exclaim!          | [ 8 ]             |
| The Guardian      | [ 1 ]             |
| The Independent   | [ 9 ]             |
| NME               | [ 10 ]            |
| Pitchfork         | 4.0/10            |

Альбом получил положительные отзывы музыкальной критики и интернет-изданий. Он получил 68 из 100 баллов на интернет-агрегаторе Metacritic на основании 11 рецензий. Среди отзывов:, Exclaim!, Clash, The Guardian.
Алиша Мугал из Exclaim! назвала альбом «более мягким и уязвимым», чем дебютный альбом группы, и написала, что альбом «заставит вас плакать, потому что Гонсалес знает, что делает. Он катарсический, потрясающий, он пробудит ваши чувства, и его нельзя пропустить». С другой стороны, Тимоти Монгер из AllMusic заявил, что «для проекта, основанного на амурных и чувственных удовольствиях, Cigarettes After Sex кажется немного слишком одномерным».

### Итоговые списки
| Публикации            | Список                          | Ранг | Ссылка |
| --------------------- | ------------------------------- | ---- | ------ |
| Afisha Daily (Россия) | The Best Foreign Albums of 2019 | 13   | [ 11 ] |

## Список композиций
Слова и музыка всех песен — Greg Gonzales.
| №                   | Название                                | Длительность |
| ------------------- | --------------------------------------- | ------------ |
| 1.                  | «Don't Let Me Go»                       | 4:22         |
| 2.                  | «Kiss It Off Me»                        | 4:29         |
| 3.                  | «Heavenly»                              | 4:48         |
| 4.                  | «You're the Only Good Thing in My Life» | 4:35         |
| 5.                  | «Touch»                                 | 4:52         |
| 6.                  | «Hentai»                                | 4:45         |
| 7.                  | «Cry»                                   | 4:16         |
| 8.                  | «Falling in Love»                       | 4:05         |
| 9.                  | «Pure»                                  | 4:14         |
| Общая длительность: | Общая длительность:                     | 40:26        |

## Участники записи
Cigarettes After Sex
- Грег Гонзалес — вокал, гитара
- Рэндалл Миллер — бас
- Яков Томский — ударные
- Филип Тьюбс — клавишные

Продакшн
- Грег Гонзалес — продюсер
- Craig Silvey — микширование
- Max Prior — дополнительный звукоинженер
- Greg Calbi — мастеринг

Обложка
- Рэндалл Миллер — графический дизайн
- Donovan Brien — дополнительный дизайн упаковки
- Alessandro Puccinelli — фото обложки (Mare 345 — Seascape)

## Позиции в чартах

### Еженедельные чарты
| Чарт (2019)                       | Высшая позиция |
| --------------------------------- | -------------- |
| Австралия (ARIA)                  | 61             |
| Австрия (Ö3 Austria)              | 26             |
| Бельгия/Фландрия (Ultratop)       | 8              |
| Бельгия/Валлония (Ultratop)       | 19             |
| Чехия (ČNS IFPI)                  | 95             |
| Дания (Hitlisten)                 | 31             |
| Нидерланды (Album Top 100)        | 37             |
| Франция (SNEP)                    | 27             |
| Германия (Offizielle Top 100)     | 29             |
| Италия (Classifica album)         | 60             |
| Латвия (LAIPA)                    | 19             |
| Литва (AGATA)                     | 10             |
| Польша (ZPAV)                     | 21             |
| Португалия (AFP)                  | 1              |
| Шотландия (Scottish Albums Chart) | 21             |
| Испания (PROMUSICAE)              | 26             |
| Швейцария (Schweizer Hitparade)   | 18             |
| Великобритания (UK Albums Chart)  | 36             |
| США (Billboard 200)               | 152            |